# Förderpreis Musik der Landeshauptstadt München
Der Förderpreis Musik der Landeshauptstadt München ist ein deutscher Preis für Nachwuchs-Musiker.
Er wird seit 1947 (seit 2000 biennal) für künstlerisch herausragende Leistungen in den Bereichen Komposition, Arrangement und Interpretation verliehen. Gefördert werden sollen vorwiegend jüngere Künstler, die sich mit einem „jungen Oeuvre“ bereits profiliert haben.
Als Preisträger kommen nur Künstler oder Ensembles in Betracht, die ihren Wohnsitz oder ihre Wirkungsstätte in München bzw. der Region München haben; eine Eigenbewerbung ist nicht möglich. Es werden jeweils vier Förderpreise vergeben, die mit jeweils 6000 Euro (Stand 2017) dotiert sind.

## Preisträger
- 2025: Enji, Evi Keglmaier, Angela Metzger, Philipp Schiepek, Widersacher aller Liedermacher
- 2023: Marja Burchard, Skee Mask, Stefan Noelle, Simon Popp, Tetra Brass
- 2021: Andrea Hermenau, Leonhard Kuhn, Umme Block und Klaus-Peter Werani
- 2019: Ebru Düzgün, Matthias Lindermayr, Masako Ohta, Schlachthofbronx
- 2017: Minas Borboudakis, Erol Dizdar, Candelilla, Verena Marisa
- 2015: Beißpony, Salewski, Federico Sánchez Nitzl, Hugo Siegmeth
- 2013: Ardhi Engl, Kofelgschroa, Polina Lapkovskaja („Polly“ bzw. „Pollyester“), Johannes X. Schachtner
- 2011: Micha Acher, Gregor „Amadeus“ Böhm, Geoff Goodman, Albert Pöschl
- 2009: Georg Glasl, Sachiko Hara, Christoph Reiserer, Klaus Schedl
- 2007: Sabine Liebner, Helga Pogatschar, Markus Schmitt, Tom Sora
- 2005: Mathis Mayr, Robert Merdzo, Bernhard Weidner, Wolfram Winkel
- 2003: Carl Oesterhelt, Axel Frank Singer, Alexander Strauch, Projekt Musik zum Anfassen
- 2001: Zoro Babel, ensemble trioLog, Martin Wolfrum, Adelheid Maria Thanner
- 1999: Nikolaus Brass, Thomas Stabenow
- 1998: Sabine Liebner/Irmela Nolte, Johannes Enders
- 1997: Silke Avenhaus, piano possibile (Philipp Kolb)
- 1996: Cornelia Melián, Jörg Widmann
- 1995: Gunnar Geisse, Roberto Di Gioia
- 1994: Carolin Widmann, Kalle Lahr
- 1993: Sebi Tramontana, Die Interpreten
- 1992: Larry Porter, Walter Kiesbauer
- 1991: Xsemble, Modern String Quartet
- 1990: Anja Lechner, Peter Ludwig
- 1989: Jürgen Seefelder
- 1988: Maximilian Beckschäfer
- 1987: Robyn Schulkowsky
- 1986: Franz Hummel
- 1985: Harald Rüschenbaum
- 1984: Jannis Kaimakis
- 1983: Hans-Jürgen von Bose
- 1982: Paul Engel
- 1981: Heinz Winbeck
- 1980: Meinrad Schmitt
- 1979: Peter Kiesewetter
- 1978: Anton Ruppert
- 1977: Peter Michael Hamel
- 1976: Ulrich Stranz
- 1975: Herbert Blendinger
- 1974: Walter Haupt
- 1973: Dieter Schnebel
- 1972: Carl Heinrich Veerhoff
- 1971: Wilfried Hiller
- 1970: Hans Ludwig Hirsch und Robert Maximilian Helmschrott
- 1969: Nicolaus A. Huber
- 1968: Peter Jona Korn
- 1967: nicht verliehen (Kompositionsauftrag an Michael Rüggeberg)
- 1966: Franz Xaver Lehner
- 1965: Helmut Lachenmann
- 1964: Hans Stadlmair
- 1963: Günter Bialas
- 1962: Harald Genzmer
- 1961: Ludwig Kusche
- 1960: nicht verliehen (Kompositionsauftrag an Günter Bialas)
- 1959: Josef Anton Riedl
- 1958: Rochus Gebhardt
- 1957: Wilhelm Killmayer
- 1956: Joseph Haas
- 1955: Mark Lothar
- 1954: Robert Heger
- 1953: Wolfgang Jacobi
- 1952: Fritz Büchtger
- 1951: Alfred von Beckerath
- 1950: Karl Höller
- 1949: Werner Egk
- 1948: Karl Amadeus Hartmann
- 1947: Carl Orff